# Joseph-Denis Odevaere
Joseph-Denis Odevaere o Joseph-Désiré Odevaere (Bruges, 2 dicembre 1775 – Bruxelles, 26 febbraio 1830) è stato un pittore neoclassico fiammingo.

## Biografia
Nato e cresciuto nelle Fiandre, si perfezionò negli studi artistici a Parigi, dove fu allievo di Joseph-Benoît Suvée e Jacques-Louis David. Nel 1804 vinse il Prix de Rome per il suo quadro La morte di Focione.
Dopo aver viaggiato a lungo in Italia e disegnato progetti (rimasti irrealizzati) per il Palazzo del Quirinale su commissione di Napoleone, nel 1815 divenne il pittore di corte di Guglielmo I dei Paesi Bassi e in questa veste si batté per la restituzioni di diversi capolavori – tra cui opere di Michelangelo e Jan van Eyck – sottratti da Bruges dall'esercito francese. Dal 1816 fu membro della Koninklijke Nederlandse Akademie van Wetenschappen.
Insegnante all'Accademia reale di belle arti di Bruxelles, ebbe tra i suoi allievi Charles Louis Acar.
Tra il 1825 e il 1829 dipinse numerose opere a favore della guerra d'indipendenza greca, tra cui un celebre quadro di Lord Byron sul suo letto di morte. Fu sposato con Sylvia de la Rue dal 1818 alla sua morte nel 1830.

## Galleria d'immagini

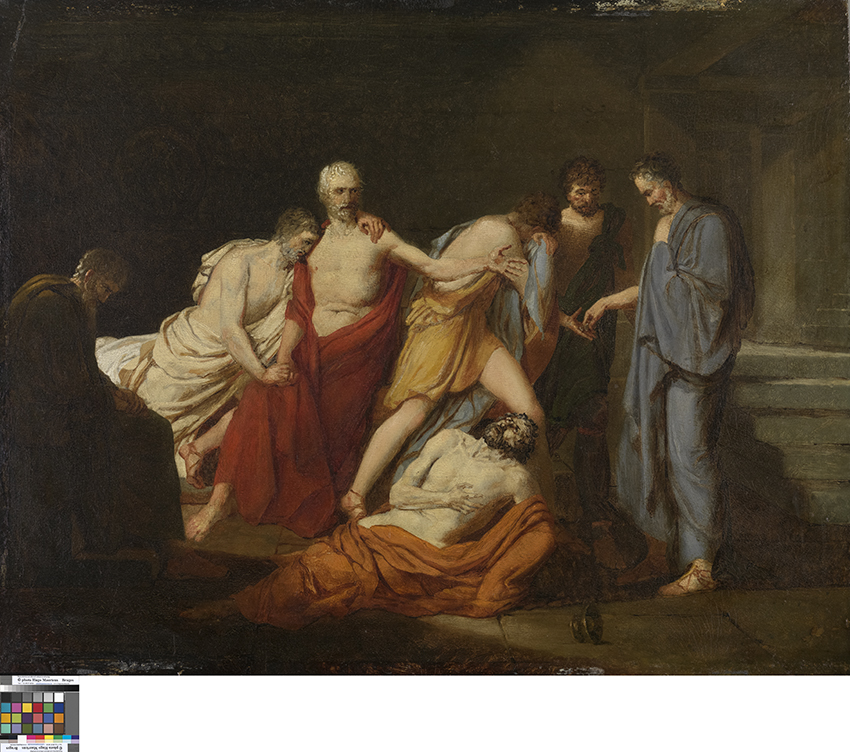
La morte di Focione (1804)
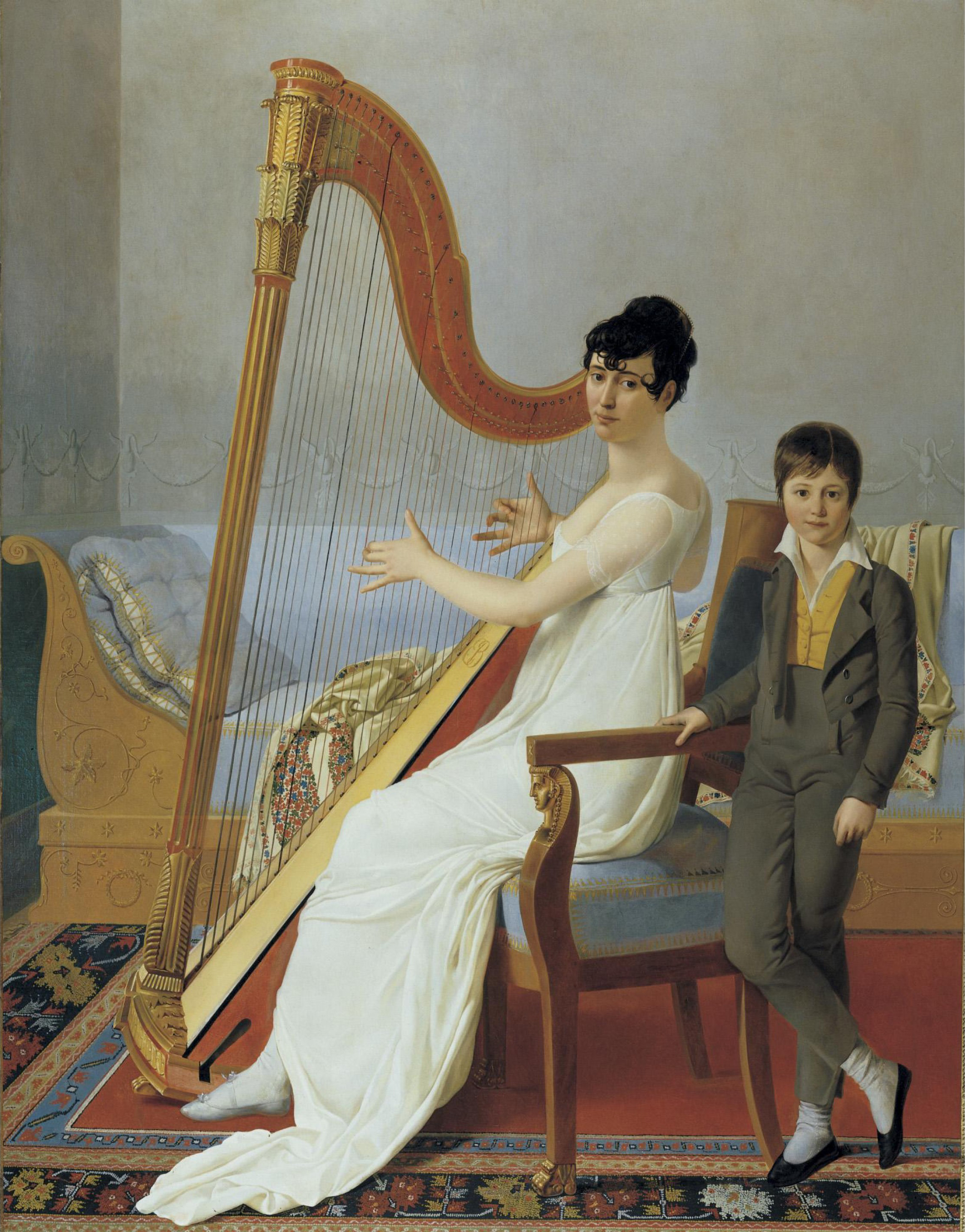
Ritratto di signora (1805)
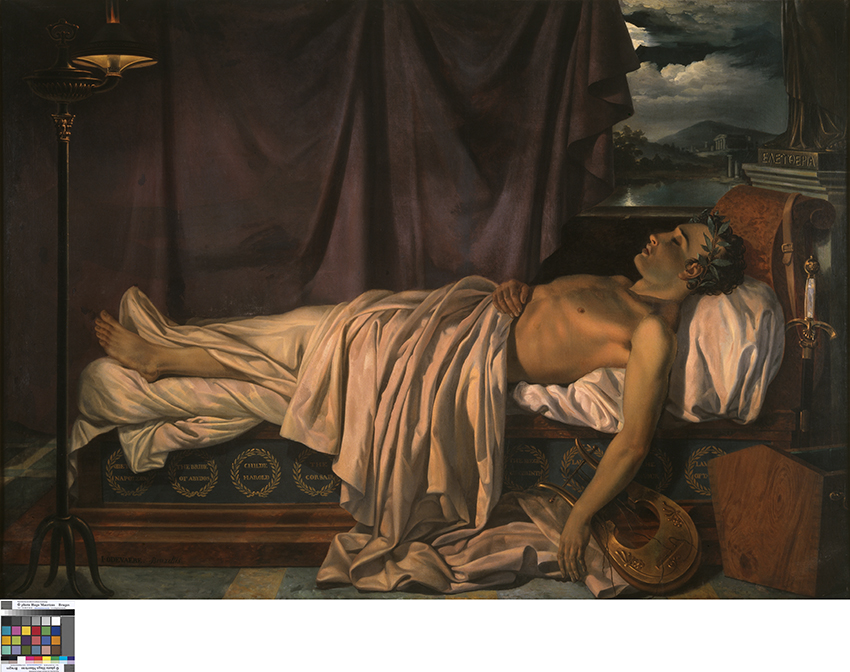
Lord Byron sul suo letto di morte (1826)
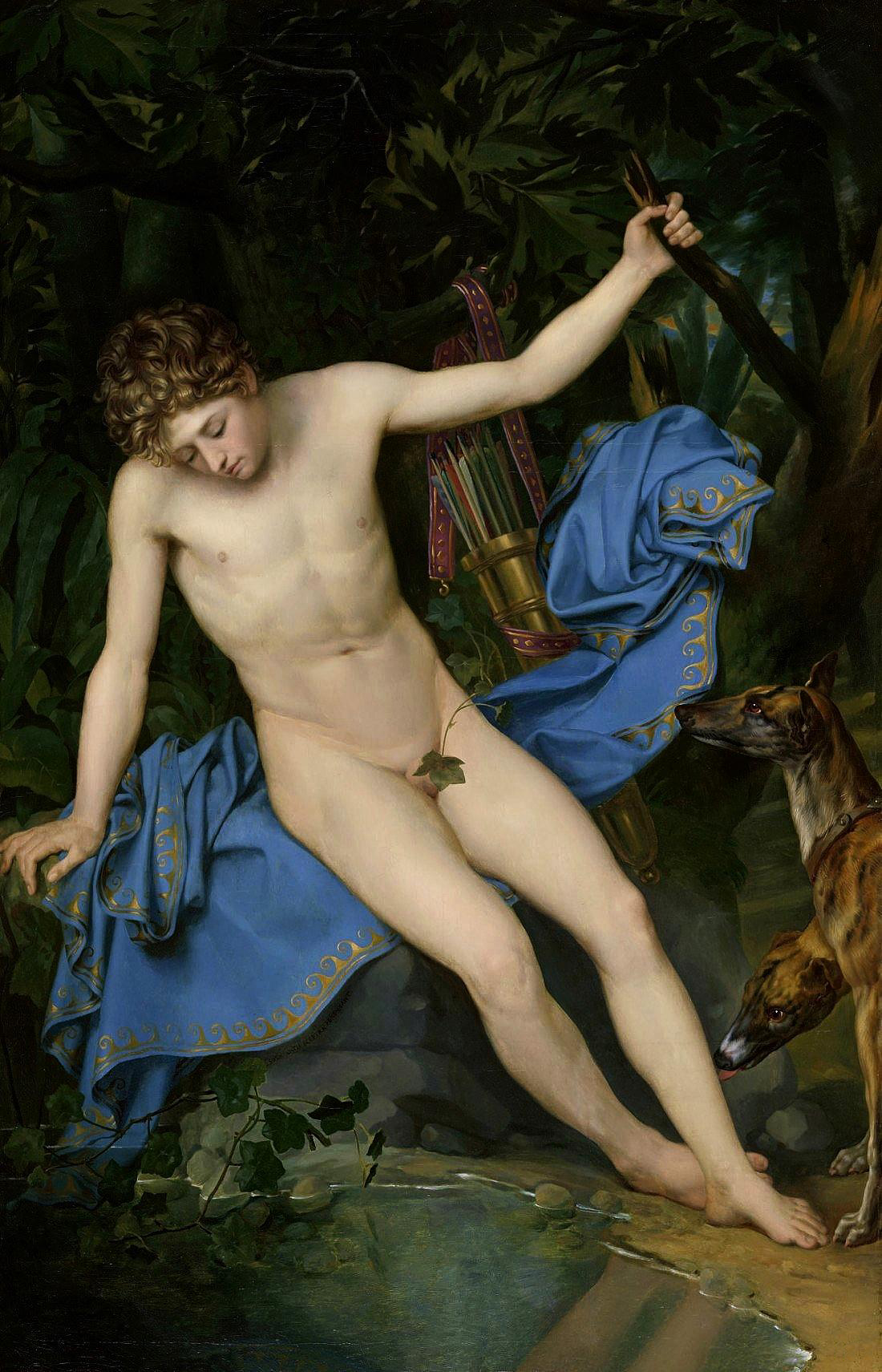
Narciso (1820)